# Bröllopsprovet
Bröllopsprovet är en amerikansk film från 2007 med Robin Williams, Mandy Moore och John Krasinski. Filmen är regisserad av Ken Kwapis.

## Handling
Sadie Jones (Mandy Moore) har alltid längtat efter att få gifta sig med sina drömmars man i familjekyrkan. Trots att hon har hittat sin livspartner i Ben Murphy (John Krasinski) är hon bedrövad över att kyrkan bara har en ledig tid under de närmst två åren, men efter en del ändringar i planeringen kommer de fram till att bröllopet kan hållas om tre veckor.
När Sadie och Ben fått tiden vill kyrkans excentriska präst, pastor Frank (Robin Williams) inte viga dem förrän de har gått med på att gå hans äktenskapsförordskurs (nedkortad på grund av den nya tiden från tre månader till tre veckor). Nu när datumet för deras bröllop kryper allt närmare måste Sadie och Ben följa alla pastor Franks regler, gå på alla han ovanliga kurser, och genomföra ett antal hemuppgifter som är speciellt utformade för att de ska irritera varandra - i syfte att komma förbi "tonårsförälskelsen" och istället ge sin kärlek en stabil grund. 
Till Bens missnöje är en av Franks regler att de inte får ha sex före äktenskapet. På Franks begäran bryter sig Franks unga assistent in i Sadies och Bens hus och buggar det. Detta innebär att Frank och hans assistent nu kan lyssna på alla deras konversationer, men Frank låter inte assistenten lyssna på de mer "vuxna" delarna av samtalen. Ben upptäcker mikrofonen/sändaren men berättar inte för Sadie, av rädsla för att hon ska anklaga honom för att ljuga och för att ha placerat utrustningen själv.
I en del av kursen måste de ta hand om två "läskiga robot" bebisar. De går Bens på nerverna och han förstör en av dem, till förskräckelse för åskådarna i ett varuhus. Kort innan bröllopet ändrar Sadie sig, bland annat för att Ben inte har skrivit några bröllopslöften som Frank sa åt dem att göra, utan han ritade istället en lastbil körande genom en eldring. Sadie åker på semester till Jamaica, deras tilltänkta resmål för smekmånaden. Ben och Frank åker också dit. Ben skriver sina löften i sanden på stranden för att imponera på Sadie. De återförenas och Frank viger paret där.

## Rollista
- Robin Williams – pastor Frank Dorman
- Mandy Moore – Sadie Jones
- John Krasinski – Ben Murphy
- Eric Christian Olsen – Carlisle Myers
- Christine Taylor – Lindsey Jones
- Josh Flitter – pastor Franks assistent
- DeRay Davis – Joel
- Peter Strauss – Mr. Jones
- Grace Zabriskie – Farmor Jones
- Roxanne Hart – Mrs. Jones
- Mindy Kaling – Shelly
- Angela Kinsey – Judith juvelbutiksbiträdet
- Rachael Harris – Janine
- Brian Baumgartner – Jim
- Jess Rosenthal – juvelbutiksbiträde
- Val Almendarez – juvelbutikskund
- Wanda Sykes – Syster Borman[1][2]

## Mottagande
Filmen fick till övervägande del negativa recensioner. Rottentomatoes.com rapporterade att 7 % av filmens recensioner varit positiva. Metacritic.com gav filmen 3.6 av 10, hänvisande till 25 negativa recensioner av 30.
Vissa kritiker, bland annat Brian Lowry och MaryAnn Johansson beskrev Williams karaktär (pastor Frank) som "läskig" och att han hade passat bättre i en skräckfilm än i huvudrollen i en komedi.
Till den 11 november 2007 hade filmen spelat in 43,8 miljoner dollar i USA och 71 128 322 dollar över hela världen vilket gör filmen till Mandy Moores mest framgångsrika film. Filmen sågs som en finansiell succé med tanke på sin budget på 35 miljoner dollar.